# Karol Hindemith
Karol Wilhelm Hindemith (ur. 12 września 1810 w Jaworze, zm. 19 lutego 1890 w Kaliszu) – polski drukarz niemieckiego pochodzenia, nakładca i księgarz. 

## Życiorys
Karol Wilhelm Hindemith urodził się w Jaworze na Śląsku i był synem Jana Karola Wilhelma oraz Eleonory z domu Mehwald. Po przybyciu do Kalisza w 1830 ożenił się z Joanną Charlottą z Breitów, która była bratanicą Joanny Zuzanny Mehwald, sukcesorki drukarni K. W. Mehwalda. Z pierwszą żoną, która zmarła 11 maja 1852 miał 9 dzieci, a z drugą Klarą z Fickertów, 1° voto Keil, którą poślubił w 1853, troje. Zmarł w Kaliszu 19 lutego 1890.

### Działalność wydawnicza
Hindemith zajmował się do 1835 kupiectwem oraz prowadzeniem oberży, ale od 1833 był równocześnie zarządzającym drukarnią Joanny Zuzanny Mehwald. Kiedy wspomnianą drukarnię nabyła jego żona i na sześć lat połączyła ją z drukarnią Piotra Karśnickiego i Wojciecha Koszewskiego, która istniała od 1830, zarządzał obydwoma. Kiedy od wdowy po Karśnickim w końcu 1844 kupił czwartą część jego udziału w drukarni, został jedynym właścicielem oficyny, a w późniejszym okresie około 1849 (?) odkupił od Koszewskiego także jego udział. W drukarni tłoczono druki urzędowe kaliskiej komisji wojewódzkiej oraz „Dziennik Urzędowy Województwa Kaliskiego”. W drukarni spółkowej od 1837 do 1843 odbijano „Neuer und alter astronomische und Haushaltungskalender...”oraz od 1837 do 1849 „Kalendarz domowy i gospodarski...”.
Ponadto tłoczył dla miejscowych szkół i towarzystw ich wiele wydawnictw, okolicznościowe wydawnictwa, druki liturgiczne łacińskie oraz utwory literackie, które tłoczył sporadycznie. Wydawał i drukował od 1870 nowo powstałe pismo „Kaliszanin”, a nawet przez krótki okres był w nim redaktorem odpowiedzialnym. Od 1871 do 1914, z wyjątkiem lat 1902 i 1903 była tłoczona w drukarni „Pamiatnaja kniżka Kalisskoj Guberni” oraz wychodziły z niej między innymi wydawnictwa urzędowe, np. Spisok nnsdmnvm miestnostiam Kalisskoj Guberni... (1881). Około 1884 jego syn Oswald (1855–1918) przejął drukarnię i prowadził ją wraz z litografią i stereotypią pod nazwiskiem ojca aż do sierpnia 1914, kiedy Niemcy zburzyli Kalisz. Hindemith uczestniczył w życiu społecznym miasta, a w 1850 wszedł do Rady Szczegółowej Sali Ochrony Małych Dzieci, którą zorganizowano w 1843 staraniem Rady Opiekuńczej Zakładów Dobroczynnych Powiatu Kaliskiego.